# Kellogg College

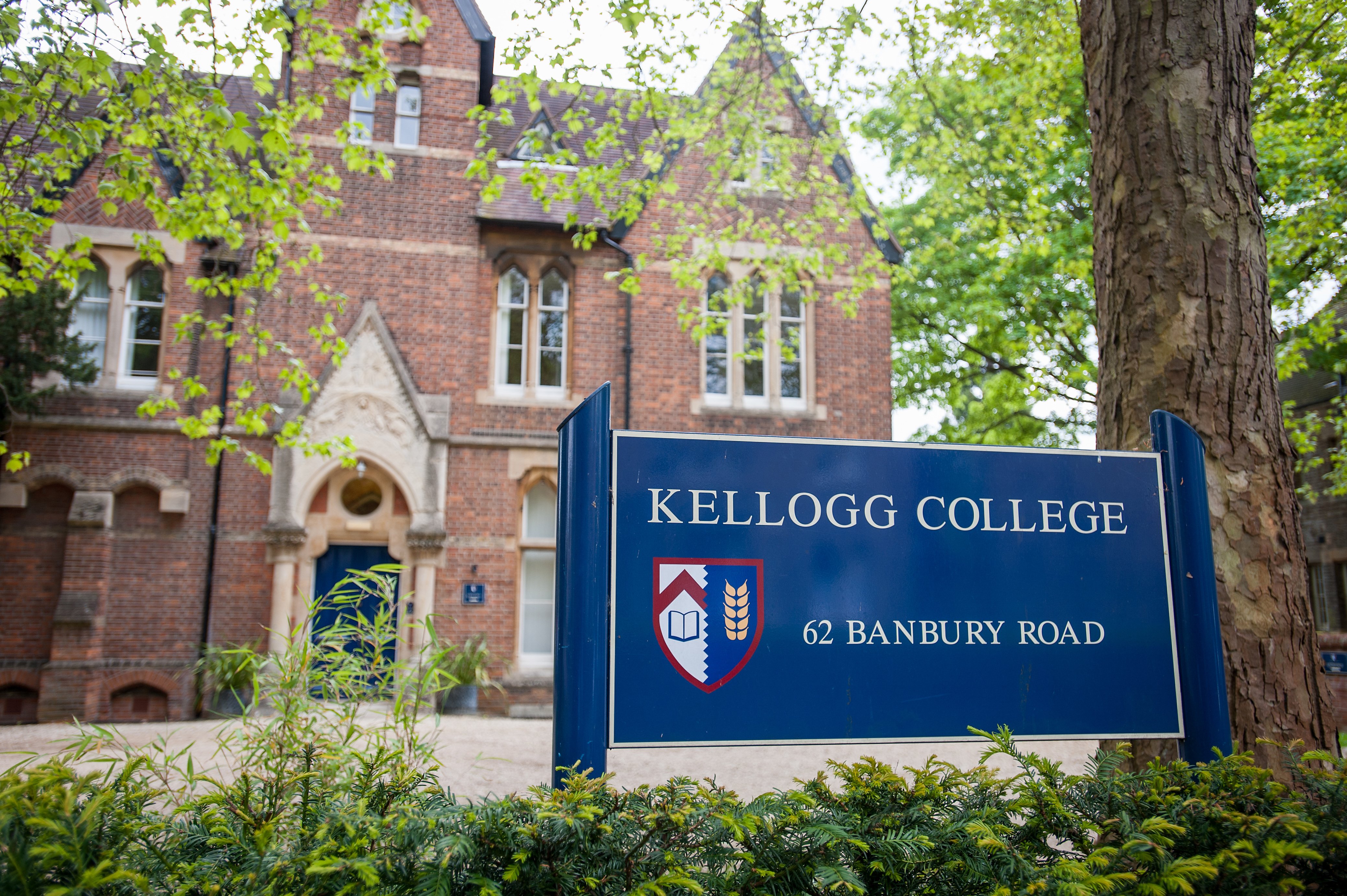
Exteriorul colegiului Kellogg, în anul 2014.

Colegiul Kellogg este al 36-lea colegiu al universitatii Oxford, înființat prin ajutorul finaciar al fundației W.K. Kellogg. Este unul dintre cele mai populate colegii ale universității, și unul dintre colegiile cu cel mai mare număr de studenți străini ai universității Oxford din Anglia. Kellogg College este destinat studiilor post-universitare, fără programe de nivel licență.